# Robbenjagd auf Gotland
Die Robbenjagd auf Gotland stellte einen wichtigen Teil der Lebensgrundlage auf der schwedischen Insel dar; das belegen Knochenfunde von den Karlsinseln (Lilla Karlsö und Stora Karlsö).

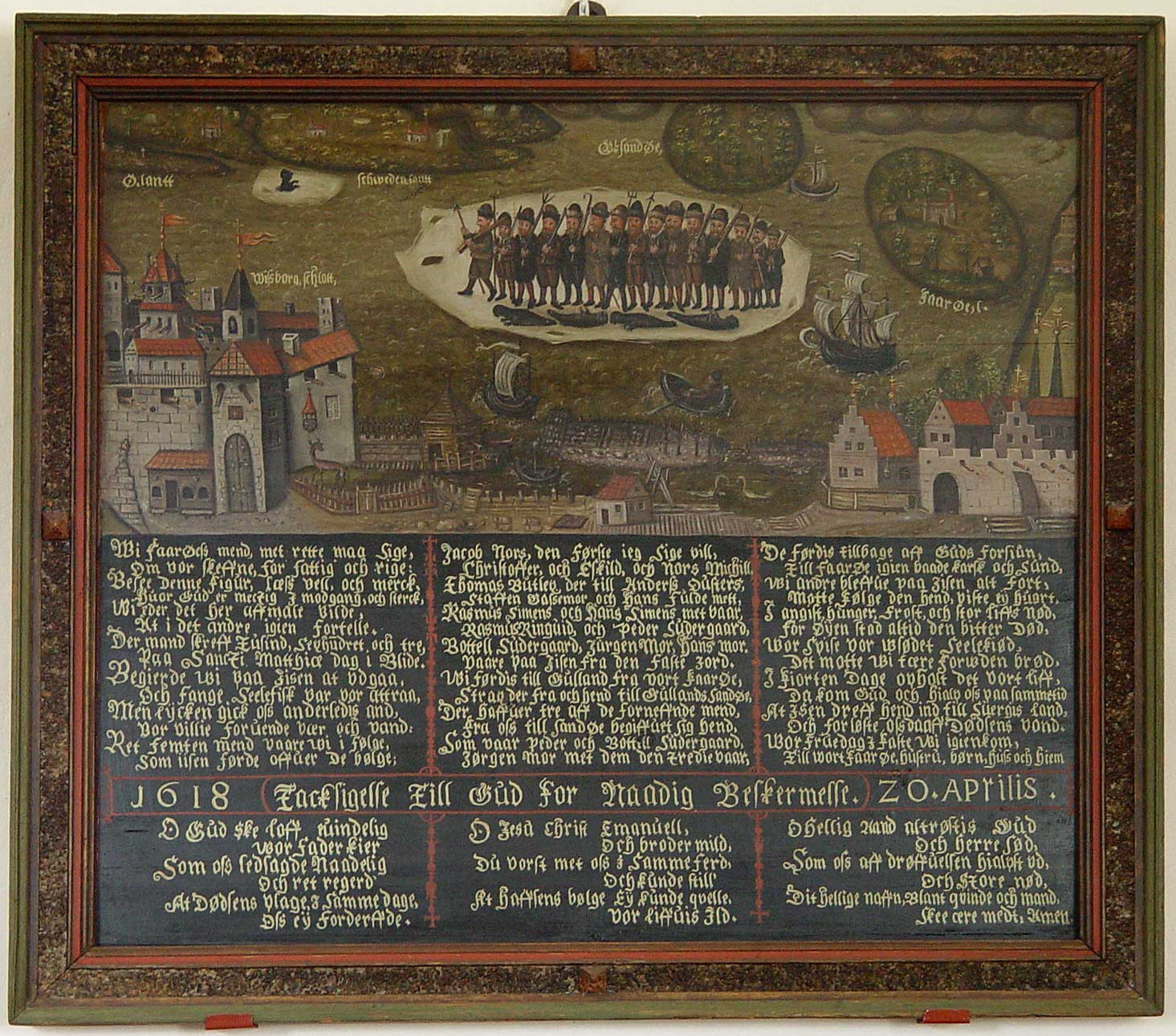
Die große Tafel

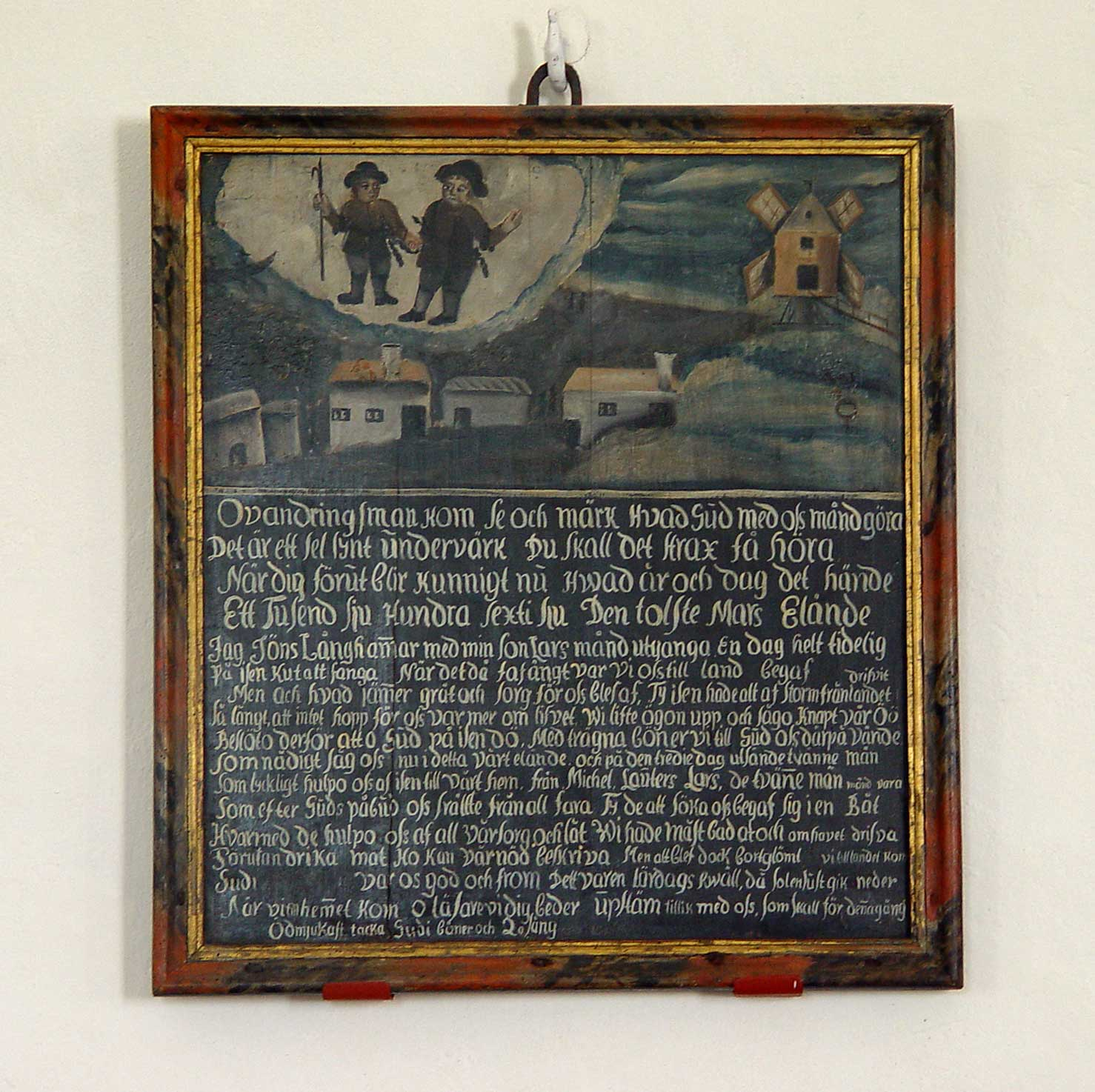
Die kleine Tafel

Die lange Tradition, die ehemals reichen Robbenbestände der Ostsee zu bejagen, führte dazu, dass sich auf Gotland und Fårö bis in die Neuzeit archaische Fangmethoden hielten. Die Robbenjäger entwickelten Techniken und Rituale, die es woanders nicht gab. Bei der Zunft der Robbenjäger (die bis 1865 bestand) auf der südgotländischen Näs-Halbinsel gab es einen altertümlichen Brauch: Der kutbuss (Robbenkerl; von gotländ. kuta = Robbe, Seehund), der sein erstes Tier erschlagen hatte, wurde mit dessen Blut eingerieben und solchermaßen geadelt in die Zunft aufgenommen. Eine wichtige Fortbewegungsart bei der Robbenjagd war das stangstikel (Stangenspringen). Dabei wurde eine drei Meter lange Stange in vollem Lauf auf den Boden gesetzt, um möglichst weit zu springen. Mit dieser Technik konnte man sich im Winter, wenn Treibeis die Ostsee bedeckte, von Eisscholle zu Eisscholle bewegen.

## Die Votivtafeln
Auf der Insel Gotska Sandön kam es auch zu Kämpfen um die Jagdrechte mit den Robbenjägern des Festlandes; einige sollen dabei ihr Leben verloren haben. Die Gefahren der Robbenjagd belegen auch zwei bemalte Holztafeln, die sich in der Kirche von Fårö befinden. Die größere der beiden, die Stora Kutatavlan (Große Robbentafel), berichtet über die abenteuerliche Reise von 15 Robbenjägern, die sich im Jahre 1603 zu weit auf die Ostsee hinauswagten. Hinter ihnen brach das Eis, so dass sie auf einer Eisscholle über das Meer trieben. Die 14-tägige Irrfahrt, auf der sie sich von erlegten Robben und Schnee ernährten, endete an der schwedischen Schärenküste; alle Robbenjäger wurden gerettet. Zum Dank ließen sie 1618 die Stora Kutatavlan malen. Sie ist als Zeitdokument von Bedeutung, da sie die zeitgenössischen Schiffe, Trachten und Werkzeuge der Robbenfänger sowie die älteste Ansicht der Festung Visborg zeigt. Die kleine Tafel (Lilla Kutatavlan) schildert  eine ähnliche Rettung des Robbenjägers Jens Långhamar und seines Sohnes Lars im Jahr 1767.